# Eleições legislativas portuguesas de 1922
As eleições legislativas portuguesas de 1922 foram realizadas no dia 29 de janeiro, sendo eleitos os 163 deputados da Câmara dos Deputados e os 74 senadores do Senado. Os deputados foram eleitos em círculos com listas plurinominais.
O novo parlamento iniciou a sessão em 15 de fevereiro de 1922 e manteve-se em funções até à sua dissolução em 15 de agosto de 1925.

## Resultados Nacionais

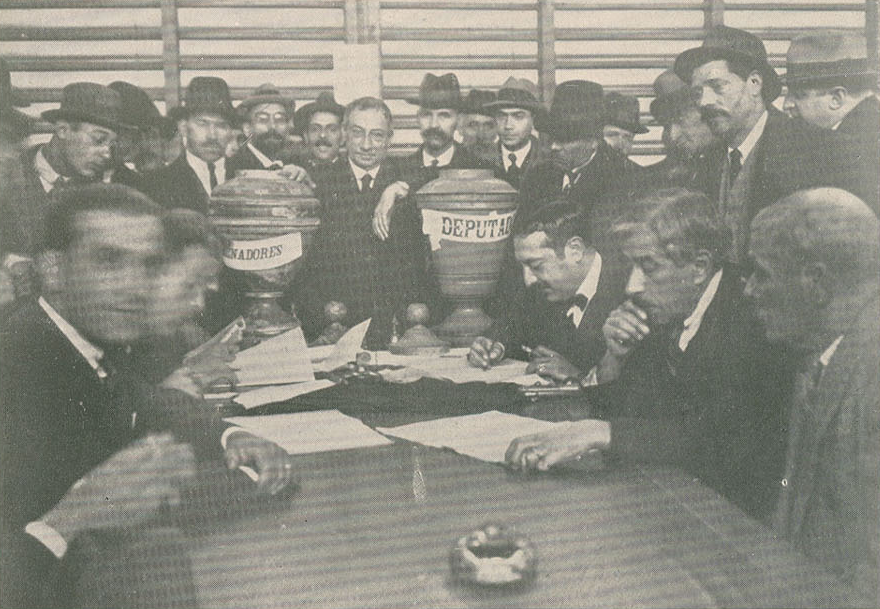
Contagem dos votos, numa assembleia eleitoral em Lisboa

| Partido                 | Partido                                        | Votos   | %     | +/-   | Deputados | +/-     | Senadores | +/-     |
| ----------------------- | ---------------------------------------------- | ------- | ----- | ----- | --------- | ------- | --------- | ------- |
|                         | Partido Democrático                            |         | 47,0  | 17,0  | 74 / 163  | 20      | 37 / 74   | 15      |
|                         | Partido Liberal Republicano                    |         | 21,0  | 29,0  | 45 / 163  | 34      | 10 / 74   | 22      |
|                         | Partido Republicano da Reconstituição Nacional |         | 11,0  | 4,0   | 17 / 163  | 5       | 10 / 74   | 3       |
|                         | Apoiantes de Cunha Leal                        |         | 8,0   | Novo  | 12 / 163  | Novo    | 1 / 74    | Novo    |
|                         | Causa Monárquica                               |         | 14,0  |       | 10 / 163  | 6       | 3 / 74    | 3       |
|                         | Independentes                                  |         | 14,0  |       | 5 / 163   | Estável | 5 / 74    | 1       |
|                         | Centro Católico Português                      |         | 14,0  |       | 3 / 163   | Estável | 3 / 74    | Estável |
|                         | Regionalistas                                  |         | 14,0  |       | 2 / 163   | Estável | 0 / 74    | Estável |
|                         | Partido Republicano Popular                    |         | 14,0  |       | 0 / 163   | 1       | 0 / 74    | 1       |
| Votos Inválidos         |                                                |         |       |       |           |         |           |         |
| Total                   | Total                                          | 380 000 | 100   |       | 163       |         | 74        | 3       |
| Eleitorado/Participação | Eleitorado/Participação                        | 550 000 | 69,1  | 5,8   |           |         |           |         |
| Fonte                   | Fonte                                          | [ 1 ]   | [ 1 ] | [ 1 ] | [ 1 ]     | [ 1 ]   | [ 1 ]     | [ 1 ]   |